# همپستید (کارولینای شمالی)
همپستید (به انگلیسی: Hampstead) شهری در ایالت کارولینای شمالی کشور ایالات متحده آمریکا است که جمعیت آن در سرشماری سال ۲۰۱۰ میلادی، ۴٬۰۸۳ نفر بوده‌است.